# Pierce City (Misuri)
Pierce City es una ciudad ubicada en el condado de Lawrence en el estado estadounidense de Misuri. En el Censo de 2010 tenía una población de 1292 habitantes y una densidad poblacional de 391,86 personas por km².

## Geografía
Pierce City se encuentra ubicada en las coordenadas 36°56′49″N 94°0′13″O / 36.94694, -94.00361. Según la Oficina del Censo de los Estados Unidos, Pierce City tiene una superficie total de 3.3 km², de la cual 3.28 km² corresponden a tierra firme y (0.39%) 0.01 km² es agua.

## Demografía
Según el censo de 2010, había 1292 personas residiendo en Pierce City. La densidad de población era de 391,86 hab./km². De los 1292 habitantes, Pierce City estaba compuesto por el 95.9% blancos, el 0% eran afroamericanos, el 0.77% eran amerindios, el 0.23% eran asiáticos, el 0% eran isleños del Pacífico, el 1.78% eran de otras razas y el 1.32% pertenecían a dos o más razas. Del total de la población el 4.64% eran hispanos o latinos de cualquier raza.